# London Symphony Orchestra, Vol. 2
London Symphony Orchestra, Vol. 2 è un album pubblicato nel 1987, composto da Frank Zappa ed eseguito dalla London Symphony Orchestra diretta da Kent Nagano.

## Tracce
1. Bogus Pomp – 24:32
2. Bob in Dacron – 12:12
3. Strictly Genteel – 6:53